# Kościół św. Brata Alberta w Krakowie (os. Dywizjonu 303)
Kościół św. Brata Alberta – rzymskokatolicki kościół parafialny znajdujący się w Krakowie, w dzielnicy XIV Czyżyny, na osiedlu Dywizjonu 303 63 w Czyżynach, obok pasa startowego nieczynnego już lotniska.
Został wybudowany w latach 1986–1994 według projektu Witolda Cęckiewicza.

## Historia
26 września 1982 kardynał Franciszek Macharski poświęcił plac pod budowę kościoła oraz sale katechetyczne przy kaplicy. 2 lutego 1984 parafia kierowana przez ks. prałata Jana Bielańskiego otrzymała decyzję zezwalającą na rozpoczęcie budowy kościoła i zaplecza. 11 sierpnia 1985 rozpoczęto budowę fundamentów. 24 września ksiądz kardynał Franciszek Macharski uroczyście wmurował w fundamenty kamień węgielny, poświęcony w Rzymie 13 października 1982 przez Papieża Jana Pawła II. 12 czerwca 1994 bp Kazimierz Nycz poświęcił kościół.
Świątynia nakryta jest wspartym na słupach stropem o konstrukcji stalowej z podwieszonym sufitem kasetonowym z przeszkloną fasadą. Pierwotnie w ołtarzu głównym znajdował się obraz św. Brata Alberta; obecnie (od 2006 roku) znajduje się tam figura św. Brata Alberta trzymającego w lewej ręce bochen chleba naznaczony krzyżem, a w prawej zwisającą szatę. Pierwszy obraz z ołtarza głównego oraz stacje Drogi Krzyżowej namalowała w latach 80. Z. Kopycińska-Wilczkowa. W przedsionku znajdują się płyty upamiętniające polskich lotników poległych w czasie II wojny światowej (wyk. Bronisław Chromy w 1995 r.) oraz saperów poległych przy rozminowywaniu pobliskiego lotniska w 1946 r. (wyk. A. Kołaczyński w 1999 r.). Dominującym kolorem wnętrza jest biel. Budowla ta jest niedokończona, gdyż brakuje jej wieży.

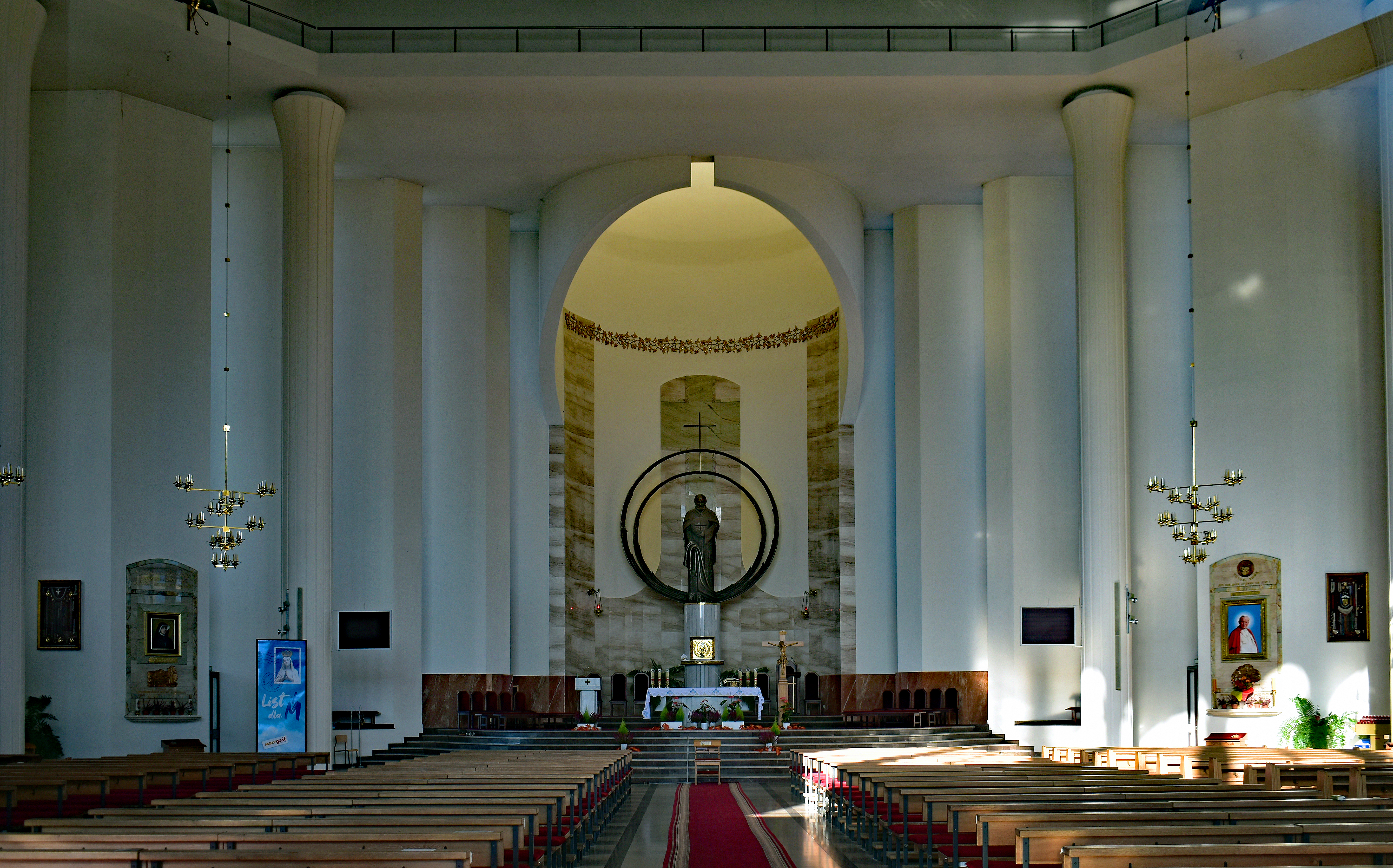
Wnętrze kościoła